# 刘俊文 (1950年)
刘俊文（1950年—），汉族，辽宁大连人，中华人民共和国政治人物、第十一届全国政协委员。中国共产党党员，东北财经大学经济学硕士学位。
历任大连市甘井子区区委副书记、区长，大连市人民政府副秘书长，商业委员会党委书记、主任。1998年1月，任大连市人民政府副市长。2008年1月至2013年1月，任大连市政协主席。